# Češnjice pri Moravčah
Češnjice pri Moravčah este o localitate din comuna Moravče, Slovenia, cu o populație de 193 de locuitori.